# Romário
Romário de Souza Faria, conocido deportivamente como Romário (Río de Janeiro, 29 de enero de 1966), es un exfutbolista y político brasileño. Es senador por Río de Janeiro en el Senado Federal de Brasil con el Partido Socialista Brasileño, más tarde pasó al partido Podemos y tras cambiar su ideología política de centro-izquierda a la derecha, actualmente forma parte del Partido Liberal.
Romário fue un delantero de inspiración, soberbio regate, autor de goles inimaginables, capaz de cautivar a la afición y es considerado uno de los más grandes delanteros de la historia del fútbol.
Con la selección de fútbol de Brasil, ganó la Copa Mundial en 1994, celebrada en los Estados Unidos y obtuvo un indiscutible Balón de Oro al mejor jugador del torneo. Fue nombrado Jugador Mundial del Año de la FIFA ese mismo año. Ocupó el quinto lugar en la encuesta de Internet del Jugador del Siglo de la FIFA en 1999, fue elegido miembro del Dream Team de la Copa Mundial de la FIFA en 2002 y fue incluido en la lista FIFA 100 de los mejores jugadores vivos del mundo en 2004. En el año 2000, fue galardonado como Futbolista del año en Sudamérica.
En 1988 conquistó la medalla de plata en los Juegos Olímpicos de Seúl y fue campeón de la Copa Confederaciones en 1997, siendo máximo goleador en ambas competiciones. Fue también dos veces campeón de la Copa América (1989 y 1997).
A nivel de clubes, ha pasado por una infinitud de ello, después de desarrollar su carrera inicial en Brasil, Romário fichó por el PSV Eindhoven, de los Países Bajos, en 1988. Durante sus cinco temporadas en el PSV, en el club, se proclamó 3 veces campeón de la Eredivisie y marcó un total de 165 goles en 167 partidos. En 1993 fichó por el F. C. Barcelona y pasó a formar parte del Dream Team de Johan Cruyff, formando una excepcional pareja de delanteros con Hristo Stoichkov. Ganó La Liga en su primera temporada y terminó como máximo goleador con treinta goles en treinta y tres partidos. Durante la segunda mitad de su carrera, jugó en clubes de la ciudad de Río de Janeiro en Brasil, ganó el título de la liga brasileña con C. R. Vasco da Gama en 2000 y fue el máximo goleador de la liga en tres ocasiones. Al final de su carrera, también jugó brevemente en equipos de Catar, Estados Unidos y Australia.
Con cincuenta y cinco goles en setenta apariciones, es el cuarto máximo goleador de la selección de Brasil, detrás de Pelé, Neymar y Ronaldo. Su promedio de goles con la selección es superior a los goles de Neymar (segundo) y Ronaldo (tercero). Es el jugador que más goles marcó en una temporada con la camiseta de su selección, llegando a marcar veinte goles en 1997. Es el segundo máximo goleador de la selección brasileña en las eliminatorias mundialistas, ocupando el primer lugar hasta septiembre de 2021, cuando fue superado por Neymar. Es tercero en la lista de todos los tiempos de los máximos goleadores de la liga brasileña con 155 goles.
Fue votado como el mejor jugador extranjero de todos los tiempos en el fútbol neerlandés en una encuesta realizada por el diario neerlandés Sportwereld. Para la IFFHS, Romário es el cuarto máximo goleador del fútbol mundial en campeonatos nacionales de primera división y el tercer máximo goleador de clubes de la historia, ocupando el primer lugar hasta marzo de 2022, cuando fue superado por Cristiano Ronaldo, también superado posteriormente por Lionel Messi. Fue elegido mejor delantero del siglo por la revista neerlandesa Voetbal International y considerado el mejor delantero de la historia del fútbol mundial por la web UOL.
Según la IFFHS, es el único futbolista que ha sido catorce veces el máximo goleador en torneos de primera División: diez veces en Brasil, tres en los Países Bajos y una en España. Fue el jugador mejor pagado del mundo en 1996 mientras jugaba en el Valencia.
Según un último estudio realizado por la revista argentina El Gráfico y por la fundación RSSSF, es el quinto mayor goleador de la historia del fútbol con 753 goles, entre competiciones oficiales y partidos amistosos con su selección, Romario es, después del portugués Cristiano Ronaldo con 916 goles, el argentino Lionel Messi con 850 goles, el austríaco Josef Bican con 805 goles y el brasileño Pelé con 769 goles oficiales, el máximo artillero de todos los tiempos pero llegó a ser nombrado en 2012 como el máximo goleador de todos los tiempos por la revista El Gráfico.
En 2009 fue condenado a dos años y medio de prestación de servicios y una multa de 391 000 reales (cerca de 223 400 dólares) por no declarar los ingresos que recibió del Flamengo en 1996.

## Biografía

### Primera División

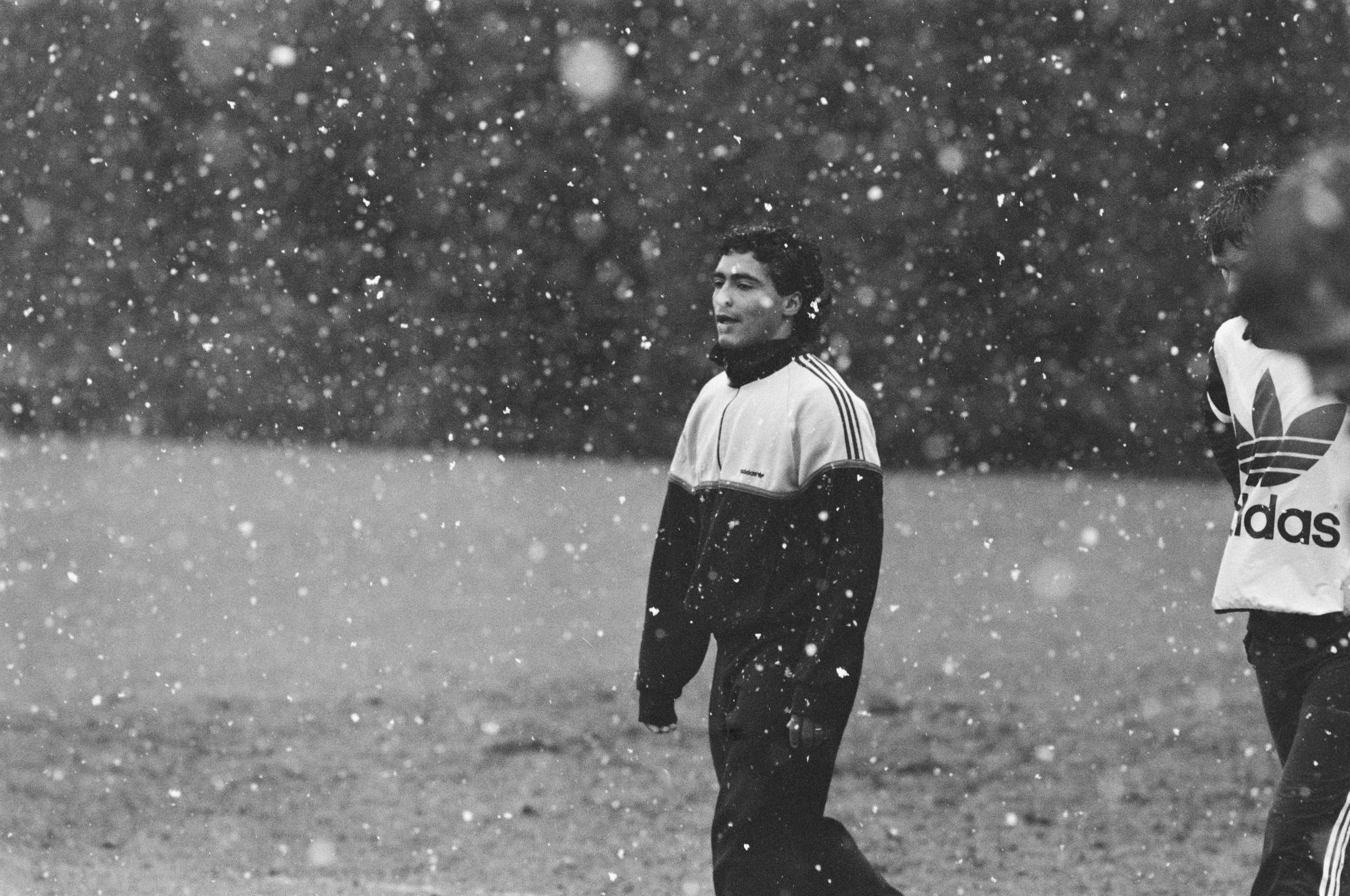
Romário (PSV) en 1989

Debutó como profesional en el Vasco de Gama en donde jugó de 1985 a 1988, conquistando el Campeonato Carioca en 1987 y 1988, fue además en dos ocasiones el máximo goleador del Campeonato Carioca en 1986 y 1987. En 1988 fue contratado por el PSV Eindhoven neerlandés. Permaneció en este club hasta 1993 y con él se proclamó tres veces campeón de Liga en 1989, 1991 y 1992; fue máximo goleador en tres ocasiones de la liga neerlandesa: 1989, 1990 y 1991; ganó dos ediciones de la Copa de los Países Bajos, en 1989 y en 1990, y máximo goleador de la Copa de los Países Bajos de 1991, además de ser dos veces máximo goleador de la UEFA Champions League (1990 y 1993). Logró un total de 165 goles en 167 partidos con la camiseta del PSV Eindhoven.
El 6 de julio de 1993 Jacques Ruts, presidente del equipo neerlandés PSV Eindhoven, anuncia que el F. C. Barcelona ha realizado una oferta por Romário. El acuerdo cristalizaría el 14 de julio de 1993 a razón de 5 millones de dólares en concepto de traspaso y ficha del jugador, que firmaría por tres temporadas con el equipo catalán. Marchó a España donde jugó una excepcional primera temporada 1993-1994 en la que ganó el Trofeo Pichichi como máximo goleador con 30 goles y se proclamó campeón de la Liga Española con su equipo, además consiguió un récord (superado años más tarde por Cristiano Ronaldo en la temporada 2010-2011) de mayor número de tripletas (la consecución de tres goles en un mismo partido por un jugador) en la Liga española con la suma de cinco frente a la Real Sociedad, al Atlético de Madrid en dos ocasiones, al Real Madrid y al Osasuna. Fue memorable el gol que anotó en el clásico español de esa temporada, haciéndole al defensa español Rafael Alkorta un sorprendente regate llamado «cola de vaca», tras un pase de Josep Guardiola, para batir al guardameta Francisco Buyo, inaugurando el marcador en un histórico 5 a 0 sobre el Real Madrid en el estadio Camp Nou en enero de 1994. Fue elegido el gol más bonito de la historia del Barcelona en una encuesta realizada por el diario El Mundo Deportivo en 2008. Otros goles para el recuerdo de aquella temporada fueron los dos conseguidos en el estadio El Sadar ante Osasuna, su primer triplete contra la Real Sociedad en la primera jornada de liga o los seis goles que le endosó al Atlético de Madrid en los dos enfrentamientos ligueros.
La temporada 1993-1994 es considerada como la mejor de su carrera futbolística, donde se proclamó campeón de la Liga Española, campeón del Trofeo Pichichi y campeón de la Copa Mundial de Fútbol de 1994, en la que además fue nombrado el mejor jugador del torneo. En 1994 consiguió, además, la Supercopa de España y el título FIFA World Player, que lo consideró el mejor futbolista del mundo en ese año.
En el equipo catalán consiguió ser uno de los futbolistas más admirados del mundo y llegó a formar parte del llamado Dream Team, que condujo Johan Cruyff junto con Hristo Stoichkov, Michael Laudrup, Ronald Koeman, entre otros muchos. En la UEFA Champions League, su aportación también se notó y el Barça alcanzó la cuarta final del máximo torneo continental de su historia. La victoria de Brasil en el Mundial de EUA 94, donde fue nombrado mejor jugador del mundial, marcaría el principio del fin de Romário en Barcelona. Después de un verano de celebración por todo lo alto en Brasil después de devolver el título de campeones del mundo a la Canarinha veinticuatro años después, volvió veintiún días tarde a los entrenamientos del FC Barcelona ni más ni menos. Pero no volvió para quedarse, porque su deseo era volver a Brasil, donde sería homenajeado en cada partido. Además, una vez conseguido el Mundial, su periplo por el fútbol europeo no tenía sentido y después de aguantar cinco largos años el frío y la solitud en la triste Eindhoven, y un año en Barcelona (más parecida a su Río de Janeiro), donde nunca se compró casa y vivió en un hotel, era hora de regresar a casa con los deberes hechos. Rindió expresamente a bajo nivel hasta el mes de enero para forzar una salida del club blaugrana con quien tenía contrato hasta 1996. Al final consiguió su propósito, y el Flamengo ofreció mil millones de pesetas que el club blaugrana aceptó vistas las pocas ganas de Romário de cumplir su contrato.
En 1995 regresó a Brasil para jugar dos temporadas vistiendo la camiseta del Flamengo, con el que obtendría 59 goles en 59 partidos, convirtiéndose en el máximo goleador del torneo brasileño en 1996. En esa temporada hizo un efímero regreso a España fichando por el Valencia. Supuestamente su conducta, calificada por los medios especializados como impropia, y sus modales, a pesar de sus indiscutibles habilidades goleadoras, le crearon nuevos problemas con su entrenador, en esta ocasión Luis Aragonés lo que motivó su rápido regreso al Flamengo. Sin embargo, en marzo de 1997, el Valencia contrata a Valdano y lo primero que solicita es la repesca de Romário, cedido en el equipo brasileño. En el verano de 1997 Romário vuelve a Valencia por expreso deseo del entrenador argentino. Durante ese año Romário llevaba demostrando una enorme capacidad goleadora y extraordinario estado de forma en gran parte reflejado en la selección brasileña con posiblemente la mejor delantera que haya tenido Brasil, como eran Romário y Ronaldo (el año que estuvo en el Barça). Eso, añadiendo que era temporada previa al mundial de Francia 98 y que Valdano le daba toda la libertad del mundo, hacían de la temporada 97/98 un prometedor año para él, estando muy motivado ya en la pretemporada del conjunto che. En su debut marcó un enorme gol en Mestalla al Atlético de Madrid en el trofeo veraniego del Valencia. Pero a poco de empezar la temporada, Romário cae lesionado y necesita un mes de recuperación, lo que hace que se pierda los 3 primeros partidos de liga, en los que el Valencia cae derrotado y con ello lleva a la destitución de Valdano y la contratación de Rainieri, totalmente opuesto al sistema de Valdano y de las cualidades de Romário, lo cual hace que en poco tiempo Romário se vuelva a plantear su retorno al Flamengo. Se rompía un gran proyecto del Valencia con Valdano y Romário, en año de mundial, nunca se sabe lo que hubiera pasado en esa liga con un Romário motivado.
Con el Flamengo ganaría la primera edición de la Copa Mercosur y su cuarto Campeonato Carioca en 1999. En 2000 fue contratado por el Vasco da Gama, viviendo en sus filas una extraordinaria temporada, durante la que ganó el Campeonato Brasileño, nuevamente la Copa Mercosur, siendo el máximo goleador en ambos eventos, al finalizar la temporada fue galardonado como el Anexo:Futbolista del año en Sudamérica. En julio de 2002, fue presentado como nuevo jugador del Fluminense y en febrero de 2003 se unió por cien días al club catarí Al-Saad. Finalizada esta experiencia en el fútbol árabe, en junio de 2003 firmó de nuevo con el Fluminense, pero las limitaciones físicas y sus habituales indisciplinas provocaron agrias controversias con su técnico, Alexandre Gama, que dieron lugar a que el 20 de octubre de 2004 fuera despedido de ese club; aun así marcó 48 goles en 77 partidos.
A finales de 2004 volvió al Vasco da Gama y, en 2005, con 39 años de edad, fue nuevamente el máximo artillero del Campeonato Brasileño gracias a los 22 tantos que marcó durante la competición. Su siguiente destino profesional fue la United Soccer League estadounidense, donde fue nuevamente el máximo goleador con el Miami FC en 2006. Durante ese mismo año, también jugó durante dos meses en el Adelaide United australiano. Romário a los 41 años marcó el domingo 20 de mayo de 2007 el gol número 1000 de su carrera profesional, en un partido de la segunda jornada del Campeonato Brasileño que su equipo, Vasco da Gama, disputó contra Sport Club do Recife y que ganó por 3 a 1. Esta cifra está discutida por la FIFA, organismo que otorga al brasileño algo más de 930 tantos, discutiendo así, goles anotados en amistosos. En octubre de ese año, cumplió un nuevo hito al actuar como jugador-entrenador del Vasco da Gama.
El 15 de abril de 2008 anunció su retirada del fútbol profesional a los 42 años de edad tras ser considerado uno de los mejores jugadores de la historia y haber marcado más de 1000 goles. Ese mismo día declaró: «Se acabó. Mi tiempo ya pasó», ante las cámaras de televisión durante la fiesta de lanzamiento del DVD Romário es gol, que celebra su exitosa carrera de más de dos décadas.
No obstante, en la temporada 2009 regresó al fútbol con el America do Rio cumpliendo el sueño de su fallecido padre, torcedor furibundo del equipo Diabo, jugando un par de partidos y ganando el título «Carioquinha» de la segunda división, con otro grande del fútbol de Río.
Polémico por su vida amorosa, su afición a la vida nocturna, las ausencias a los entrenamientos, peleas y privilegios, Romário siempre ha figurado en la prensa. En 2005 fue condenado a pagar al exfutbolista Arthur Antunes Coimbra, Zico, una indemnización de 22 200 dólares por «daños morales» al utilizar su imagen en las puertas de los sanitarios de un desaparecido bar que había instalado en Río de Janeiro.
Es uno de los pocos que han conseguido un título de máximo goleador de tres ligas distintas (brasileña, española y neerlandesa). Otros de los que lo han conseguido han sido Ruud van Nistelrooy (neerlandesa, inglesa y española) y Cristiano Ronaldo (inglesa, española e italiana).

## Selección nacional
Ha sido internacional con la selección de fútbol de Brasil. Su primera convocatoria para defender al combinado canarinho fue para un amistoso ante Irlanda (0-1), el 23 de abril de 1987. Su primer gol con la auriverde lo hizo contra Finlandia el 28 de abril de ese año (3-2), pero su primera titularidad fue ante Israel, el 1 de junio de ese año, y anotó dos tantos para la victoria 4-0.
Romário fue medalla de plata con la selección de Brasil en los Juegos Olímpicos celebrados en 1988 en Seúl. Fue elegido mejor jugador de aquella competición y resultó máximo goleador de la misma con siete goles.
En 1989 le dio la Copa América a Brasil con un gol en la final ante Uruguay en el Maracaná. Destacó una acción en el partido contra la selección de fútbol de Argentina, en la que realizó un túnel a Diego Armando Maradona.
En la Copa Mundial de la FIFA 1990 debió conformarse con ser suplente del ariete Careca, debido a una lesión (fractura) que no le permitió llegar en buen nivel a la competencia mundial.
En la Copa Mundial de la FIFA 1994 tuvo su revancha y llevó a Brasil hacia el título haciendo una temible dupla artillera con Bebeto. Entonces marcó 5 de los 11 goles de la seleção y fue elegido Balón de Oro de la FIFA esa temporada. Anotó en la fase de grupos el primer gol para derrotar a Rusia (2-0), el primero ante Camerún en la victoria brasileña por 3-0 y el gol del empate ante Suecia (1-1). En cuartos, ante los Países Bajos para ganar 3-2 y ante Suecia nuevamente en el 1-0 de semifinales. Anotó el segundo penalti de la tanda en la final ante Italia.
Antes, debió 'salvarle la plata' a Brasil cuando a fines de 1993 el once brasileño luchaba por un pase mundialista contra su 'fantasma', Uruguay, después de que el entonces técnico, Carlos Parreira, se negó repetidamente a convocarlo.
En el histórico Maracaná, temido desde que Brasil perdió ante los 'charrúas' el partido final del Mundial de 1950, Romário se lució y anotó los tantos del triunfo 2-0 en el último partido de las eliminatorias. El Baixinho, que consideró ese su mejor partido con la 'Seleçao' ganó en 1997 su segunda Copa América en el torneo de Bolivia, formando esta vez una dupla letal con el nuevo fenómeno del fútbol, Ronaldo.
Para Francia 1998 el atacante se lesionó de gravedad y no fue tomado en cuenta por el director técnico Mário Zagallo y su asistente Zico, con los que había tenido problemas personales. Impactó verlo llorar ante las cámaras, explicando su ausencia.
La siguiente aparición del artillero con la casaca verdeamarilla, tras una larga ausencia de casi 4 años, fue otra vez ante la Uruguay, por las eliminatorias al Mundial-2002 en junio de 2001, pero esa vez se fue de Montevideo con una derrota 1-0. Para este momento la selección de Brasil pasaba uno de sus peores momentos, las grandes figuras estaban en un pésimo momento y el entrenador Luiz Felipe Scolari le confió la capitanía y el liderazgo del equipo, situación que se rompió cuando el atacante decide no asistir a la Copa América 2001. Pese a los ruegos de los hinchas y a los ruegos públicos con lágrimas en los ojos, Romário perdió su última oportunidad de ir a un mundial cuando fue dejado de la lista de convocados al de 2002.
El delantero puso fin a una de las carreras más exitosas en el fútbol brasileño y mundial el día 27 de abril de 2005, cuando se despidió de la selección de fútbol de Brasil en la victoria de 3 a 0 sobre Guatemala, marcando un gol y siendo ovacionado por la afición presente, realizando una emocionante «vuelta olímpica», al salir de campo a los 38 minutos de partido.
Sorpresivamente Romário descuelga las botas y jugó parte de la temporada 2009-2010 en el club América de Río de Janeiro de la segunda división brasileña.

### Participaciones internacionales

#### Participaciones enCopas del Mundo
| Mundial                  | Sede                     | Resultado                | PJ | GA | Asis |
| ------------------------ | ------------------------ | ------------------------ | -- | -- | ---- |
| Mundial de Italia 1990   | Italia                   | Octavos de final         | 1  | 0  | 0    |
| Mundial de USA 1994      | Estados Unidos           | Campeón                  | 7  | 5  | 3    |
| Total en Copas del Mundo | Total en Copas del Mundo | Total en Copas del Mundo | 8  | 5  | 3    |

#### Participaciones enCopas América
| Torneo                 | Sede                   | Resultado              | PJ | GA | Asis |
| ---------------------- | ---------------------- | ---------------------- | -- | -- | ---- |
| Copa América 1987      | Argentina              | Fase de grupos         | 2  | 1  | 0    |
| Copa América 1989      | Brasil                 | Campeón                | 6  | 3  | 1    |
| Copa América 1997      | Bolivia                | Campeón                | 5  | 3  | 1    |
| Total en Copas América | Total en Copas América | Total en Copas América | 13 | 7  | 2    |

#### Participaciones enCopa Confederaciones
| Torneo                    | Sede           | Resultado | PJ | GA | Asis |
| ------------------------- | -------------- | --------- | -- | -- | ---- |
| Copa Confederaciones 1997 | Arabia Saudita | Campeón   | 4  | 7  | 0    |

#### Participaciones enCopas Oro
| Torneo        | Sede           | Resultado    | PJ | GA | Asis |
| ------------- | -------------- | ------------ | -- | -- | ---- |
| Copa Oro 1998 | Estados Unidos | Tercer lugar | 5  | 3  | 1    |

#### Participaciones enEliminatorias al Mundial
| Eliminatoria                                | Sede del Mundial       | Posición               | Resultado   | PJ | GA | Asis |
| ------------------------------------------- | ---------------------- | ---------------------- | ----------- | -- | -- | ---- |
| Eliminatorias Mundial de Italia 1990        | Italia                 | 1°lugar 7pts Grupo 3   | Clasificado | 2  | 1  | 1    |
| Eliminatorias Mundial de USA 1994           | Estados Unidos         | 1°lugar 12pts Grupo B  | Clasificado | 1  | 2  | 0    |
| Eliminatorias Mundial de Corea y Japón 2002 | Corea del Sur y Japón  | 3°lugar 30pts          | Clasificado | 5  | 8  | 0    |
| Total en Eliminatorias                      | Total en Eliminatorias | Total en Eliminatorias | 3/3         | 8  | 11 | 1    |

#### Participaciones enJuegos Olímpicos
| Campeonato            | Sede                | Resultado  | PJ | GA | Asis |
| --------------------- | ------------------- | ---------- | -- | -- | ---- |
| Juegos Olímpicos 1988 | Seúl, Corea del Sur | Subcampeón | 6  | 7  | 2    |

## Estadísticas

### Clubes
Datos actualizados a fin de carrera deportiva.
| Club                            | Temporada     | Div.          | Liga  | Liga  | Liga   | Regional     | Regional     | Regional     | Copas | Copas | Copas  | Internacional | Internacional | Internacional | Total | Total | Total  | Media goleadora |
| Club                            | Temporada     | Div.          | Part. | Goles | Asist. | Part.        | Goles        | Asist.       | Part. | Goles | Asist. | Part.         | Goles         | Asist.        | Part. | Goles | Asist. | Media goleadora |
| ------------------------------- | ------------- | ------------- | ----- | ----- | ------ | ------------ | ------------ | ------------ | ----- | ----- | ------ | ------------- | ------------- | ------------- | ----- | ----- | ------ | --------------- |
| C. R. Vasco da Gama · Brasil    | 1985          | 1.ª           | 7     | —     | —      | 21           | 11           | 2            | —     | —     | —      | —             | —             | —             | 28    | 11    | 2      | 0,39            |
| C. R. Vasco da Gama · Brasil    | 1986          | 1.ª           | 26    | 10    | 5      | 25           | 20           | 3            | —     | —     | —      | —             | —             | —             | 51    | 30    | 8      | 0,59            |
| C. R. Vasco da Gama · Brasil    | 1987          | 1.ª           | 18    | 7     | 2      | 23           | 16           | 4            | —     | —     | —      | —             | —             | —             | 41    | 23    | 6      | 0,59            |
| C. R. Vasco da Gama · Brasil    | 1988          | 1.ª           | —     | —     | —      | 24           | 16           | 3            | —     | —     | —      | —             | —             | —             | 24    | 16    | 3      | 0,67            |
| P. S. V. · Países Bajos         | 1988-89       | 1.ª           | 24    | 19    | 5      | Inexistentes | Inexistentes | Inexistentes | 5     | 4     | 1      | 5             | 3             | —             | 34    | 26    | 6      | 0,76            |
| P. S. V. · Países Bajos         | 1989-90       | 1.ª           | 20    | 23    | 8      | Inexistentes | Inexistentes | Inexistentes | 3     | 2     | 1      | 4             | 6             | —             | 27    | 31    | 9      | 1,15            |
| P. S. V. · Países Bajos         | 1990-91       | 1.ª           | 25    | 25    | 7      | Inexistentes | Inexistentes | Inexistentes | 3     | 5     | 1      | 2             | —             | —             | 30    | 30    | 7      | 1,00            |
| P. S. V. · Países Bajos         | 1991-92       | 1.ª           | 14    | 9     | 2      | Inexistentes | Inexistentes | Inexistentes | 2     | —     | —      | 2             | —             | —             | 18    | 9     | 2      | 0,50            |
| P. S. V. · Países Bajos         | 1992-93       | 1.ª           | 26    | 22    | 4      | Inexistentes | Inexistentes | Inexistentes | 4     | 3     | —      | 9             | 7             | 1             | 39    | 32    | 5      | 0,82            |
| P. S. V. · Países Bajos         | Total club    | Total club    | 109   | 98    | 26     | 0            | 0            | 0            | 17    | 14    | 3      | 22            | 16            | 1             | 148   | 128   | 30     | 0,90            |
| F. C. Barcelona · España        | 1993-94       | 1.ª           | 33    | 30    | 8      | Inexistentes | Inexistentes | Inexistentes | 4     | —     | —      | 10            | 2             | —             | 47    | 32    | 8      | 0,68            |
| F. C. Barcelona · España        | 1994-95       | 1.ª           | 13    | 4     | 2      | Inexistentes | Inexistentes | Inexistentes | —     | —     | —      | 5             | 3             | 1             | 18    | 7     | 3      | 0,39            |
| F. C. Barcelona · España        | Total club    | Total club    | 46    | 34    | 10     | 0            | 0            | 0            | 4     | 0     | 0      | 15            | 5             | 1             | 65    | 39    | 11     | 0,60            |
| C. R. Flamengo · Brasil         | 1995          | 1.ª           | 16    | 8     | 2      | 21           | 26           | 2            | 5     | 1     | 1      | 4             | 2             | 1             | 46    | 37    | 6      | 0,80            |
| C. R. Flamengo · Brasil         | 1996          | 1.ª           | 3     | —     | —      | 25           | 30           | 4            | 5     | 1     | 2      | —             | —             | —             | 33    | 31    | 6      | 0,93            |
| C. R. Flamengo · Brasil         | 1997          | 1.ª           | 4     | 3     | —      | 24           | 25           | 3            | 8     | 7     | 2      | —             | —             | —             | 36    | 35    | 5      | 0,97            |
| C. R. Flamengo · Brasil         | 1998          | 1.ª           | 20    | 14    | 6      | 13           | 11           | 1            | 4     | 6     | 1      | 3             | 4             | —             | 40    | 35    | 8      | 0,88            |
| C. R. Flamengo · Brasil         | 1999          | 1.ª           | 19    | 12    | 3      | 21           | 19           | 3            | 7     | 7     | 1      | 7             | 8             | —             | 54    | 46    | 7      | 0,85            |
| C. R. Flamengo · Brasil         | Total club    | Total club    | 62    | 37    | 11     | 104          | 111          | 13           | 29    | 22    | 7      | 14            | 14            | 1             | 209   | 184   | 32     | 0,88            |
| Valencia C. F. · España         | 1996-97       | 1.ª           | 5     | 4     | —      | Inexistentes | Inexistentes | Inexistentes | —     | —     | —      | —             | —             | —             | 5     | 4     | 0      | 0,80            |
| Valencia C. F. · España         | 1997-98       | 1.ª           | 6     | 1     | 1      | Inexistentes | Inexistentes | Inexistentes | 1     | 1     | —      | —             | —             | —             | 7     | 2     | 1      | 0,29            |
| Valencia C. F. · España         | Total club    | Total club    | 11    | 5     | 1      | 0            | 0            | 0            | 1     | 1     | 0      | 0             | 0             | 0             | 12    | 6     | 1      | 0,50            |
| C. R. Vasco da Gama · Brasil    | 2000          | 1.ª           | 28    | 20    | 6      | 27           | 31           | 5            | 2     | 1     | —      | 15            | 14            | 2             | 72    | 66    | 13     | 0,93            |
| C. R. Vasco da Gama · Brasil    | 2001          | 1.ª           | 18    | 21    | 4      | 6            | 11           | 1            | 7     | 3     | —      | 9             | 5             | 6             | 40    | 40    | 11     | 1,00            |
| C. R. Vasco da Gama · Brasil    | 2002          | 1.ª           | —     | —     | —      | 18           | 21           | 7            | 7     | 5     | 2      | —             | —             | —             | 25    | 26    | 9      | 1,04            |
| Fluminense F. C. · Brasil       | 2002          | 1.ª           | 26    | 16    | 4      | —            | —            | —            | —     | —     | —      | —             | —             | —             | 26    | 16    | 4      | 0,62            |
| Fluminense F. C. · Brasil       | 2003          | 1.ª           | 21    | 13    | 1      | 4            | 5            | 1            | —     | —     | —      | —             | —             | —             | 25    | 18    | 2      | 0,72            |
| Fluminense F. C. · Brasil       | 2004          | 1.ª           | 13    | 5     | 1      | 9            | 6            | 1            | 2     | 2     | —      | —             | —             | —             | 24    | 13    | 2      | 0,54            |
| Fluminense F. C. · Brasil       | Total club    | Total club    | 60    | 34    | 6      | 13           | 11           | 2            | 2     | 2     | 0      | 0             | 0             | 0             | 75    | 47    | 8      | 0,63            |
| Al-Sadd S. C. Catar             | 2003          | 1.ª           | 3     | —     | —      | Inexistentes | Inexistentes | Inexistentes | —     | —     | —      | —             | —             | —             | 3     | 0     | 0      | 0               |
| C. R. Vasco da Gama · Brasil    | 2005          | 1.ª           | 30    | 22    | 2      | 10           | 7            | 1            | 3     | 1     | 2      | —             | —             | —             | 43    | 30    | 5      | 0,70            |
| C. R. Vasco da Gama · Brasil    | 2006          | 1.ª           | —     | —     | —      | 10           | 6            | —            | 1     | 3     | —      | —             | —             | —             | 11    | 9     | 0      | 0,82            |
| C. R. Vasco da Gama · Brasil    | 2007          | 1.ª           | 6     | 3     | —      | 9            | 10           | 1            | 3     | 2     | 1      | 1             | —             | —             | 19    | 15    | 2      | 0,79            |
| C. R. Vasco da Gama · Brasil    | Total club    | Total club    | 133   | 83    | 19     | 173          | 149          | 27           | 23    | 15    | 5      | 25            | 19            | 8             | 354   | 266   | 59     | 0,76            |
| Miami F. C. Estados Unidos      | 2006          | 2.ª           | 25    | 19    | 3      | Inexistentes | Inexistentes | Inexistentes | 1     | —     | —      | —             | —             | —             | 26    | 19    | 3      | 0,73            |
| Adelaide United F. C. Australia | 2006          | 1.ª           | 4     | 1     | 1      | Inexistentes | Inexistentes | Inexistentes | —     | —     | —      | —             | —             | —             | 4     | 1     | 1      | 0,25            |
| America F. C. · Brasil          | 2009          | 2.ª           | —     | —     | —      | 1            | —            | —            | —     | —     | —      | —             | —             | —             | 1     | 0     | 0      | 0               |
| Total carrera                   | Total carrera | Total carrera | 453   | 311   | 77     | 291          | 271          | 42           | 77    | 54    | 15     | 76            | 54            | 11            | 897   | 690   | 145    | 0,77            |
| 1. 2. 3. 4.                     |               |               |       |       |        |              |              |              |       |       |        |               |               |               |       |       |        |                 |

### Selecciones
Datos actualizados a fin de carrera deportiva.
La CBF contabiliza 56 goles en la selección absoluta, concediéndole un autogol frente a México en la Copa América 1997.
| Selección | Temporada     | Amistosos | Amistosos | Amistosos | Sudamérica(1) | Sudamérica(1) | Sudamérica(1) | Mundial(2) | Mundial(2) | Mundial(2) | Total | Total | Total  | Media goleadora |
| Selección | Temporada     | Part.     | Goles     | Asist.    | Part.         | Goles         | Asist.        | Part.      | Goles      | Asist.     | Part. | Goles | Asist. | Media goleadora |
| --- | ------------- | --------- | --------- | --------- | ------------- | ------------- | ------------- | ---------- | ---------- | ---------- | ----- | ----- | ------ | --------------- |
| Sub-20 · Brasil | 1985          | 4         | 6         | 1         | 7             | 5             | 2             | —          | —          | —          | 11    | 11    | 3      | 1               |
| Sub-20 · Brasil | Total         | 4         | 6         | 1         | 7             | 5             | 2             | 0          | 0          | 0          | 11    | 11    | 3      | 1               |
| Olímpica · Brasil | 1988          | 5         | 8         | 1         | —             | —             | —             | 6          | 7          | 2          | 11    | 15    | 3      | 1,36            |
| Olímpica · Brasil | Total         | 5         | 8         | 1         | 0             | 0             | 0             | 6          | 7          | 2          | 11    | 15    | 3      | 1,36            |
| Absoluta · Brasil | 1987          | 4         | 3         | 0         | 2             | 1             | 0             | —          | —          | —          | 6     | 4     | 0      | 0,67            |
| Absoluta · Brasil | 1988          | 7         | 2         | 2         | —             | —             | —             | —          | —          | —          | 7     | 2     | 2      | 0,29            |
| Absoluta · Brasil | 1989          | 3         | 0         | 0         | 8             | 4             | 2             | —          | —          | —          | 11    | 4     | 2      | 0,36            |
| Absoluta · Brasil | 1990          | 0         | 0         | 0         | —             | —             | —             | 1          | 0          | 0          | 1     | 0     | 0      | 0               |
| Absoluta · Brasil | 1991          | —         | —         | —         | —             | —             | —             | —          | —          | —          | 0     | 0     | 0      | 0               |
| Absoluta · Brasil | 1992          | 2         | 0         | 0         | —             | —             | —             | —          | —          | —          | 2     | 0     | 0      | 0               |
| Absoluta · Brasil | 1993          | —         | —         | —         | 1             | 2             | 0             | —          | —          | —          | 1     | 2     | 0      | 2               |
| Absoluta · Brasil | 1994          | 3         | 5         | 0         | —             | —             | —             | 7          | 5          | 1          | 10    | 10    | 1      | 1               |
| Absoluta · Brasil | 1995          | —         | —         | —         | —             | —             | —             | —          | —          | —          | 0     | 0     | 0      | 0               |
| Absoluta · Brasil | 1996          | —         | —         | —         | —             | —             | —             | —          | —          | —          | 0     | 0     | 0      | 0               |
| Absoluta · Brasil | 1997          | 8         | 9         | 4         | 5             | 3             | 1             | 4          | 7          | 1          | 17    | 19    | 6      | 1,12            |
| Absoluta · Brasil | 1998          | 2         | 0         | 0         | —             | —             | —             | 5          | 3          | 0          | 7     | 3     | 0      | 0,43            |
| Absoluta · Brasil | 1999          | —         | —         | —         | —             | —             | —             | —          | —          | —          | 0     | 0     | 0      | 0               |
| Absoluta · Brasil | 2000          | —         | —         | —         | 2             | 7             | 0             | —          | —          | —          | 2     | 7     | 0      | 3,50            |
| Absoluta · Brasil | 2001          | 2         | 2         | 0         | 3             | 1             | 0             | —          | —          | —          | 5     | 3     | 0      | 0,60            |
| Absoluta · Brasil | 2002          | —         | —         | —         | —             | —             | —             | —          | —          | —          | 0     | 0     | 0      | 0               |
| Absoluta · Brasil | 2003          | —         | —         | —         | —             | —             | —             | —          | —          | —          | 0     | 0     | 0      | 0               |
| Absoluta · Brasil | 2004          | —         | —         | —         | —             | —             | —             | —          | —          | —          | 0     | 0     | 0      | 0               |
| Absoluta · Brasil | 2005          | 1         | 1         | 0         | —             | —             | —             | —          | —          | —          | 1     | 1     | 0      | 1               |
| Absoluta · Brasil | Total         | 32        | 22        | 7         | 21            | 18            | 3             | 17         | 15         | 2          | 70    | 55    | 12     | 0,79            |
| Total carrera | Total carrera | 41        | 36        | 9         | 28            | 23            | 5             | 23         | 22         | 4          | 92    | 81    | 18     | 0,88            |
| (1) Incluye los partidos del Sudamericano Sub-20 (1985); Copa América / Clasificatorias Sudamericanas (1987-01). (2) Incluye los partidos de los Juegos Olímpicos (1988); Copa FIFA Confederaciones / Copa de Oro de la Concacaf (1997-98). |               |           |           |           |               |               |               |            |            |            |       |       |        |                 |

#### Participaciones en fases finales
| Torneo                         | Sede           | Resultado        | Partidos | Goles |
| ------------------------------ | -------------- | ---------------- | -------- | ----- |
| Copa América 1987              | Argentina      | Fase de grupos   | 2        | 1     |
| Juegos Olímpicos de 1988       | Seúl           | Subcampeón       | 6        | 7     |
| Copa América 1989              | Brasil         | Campeón          | 7        | 3     |
| Copa Mundial de Fútbol de 1990 | Italia         | Octavos de final | 1        | 0     |
| Copa Mundial de Fútbol de 1994 | Estados Unidos | Campeón          | 7        | 5     |
| Copa América 1997              | Bolivia        | Campeón          | 7        | 3     |
| Copa FIFA Confederaciones 1997 | Arabia Saudita | Campeón          | 4        | 7     |

### Resumen estadístico
| Competición           | Partidos | Goles | Promedio | Asistencias | Promedio | Goles y asistencias | Promedio |
| --------------------- | -------- | ----- | -------- | ----------- | -------- | ------------------- | -------- |
| Primera División      | 428      | 292   | 0,68     | 74          | 0,17     | 369                 | 0,86     |
| Segunda División      | 25       | 19    | 0,76     | 3           | 0,12     | 22                  | 0,88     |
| Regional              | 297      | 272   | 0,91     | 42          | 0,14     | 314                 | 1,05     |
| Copas nacionales      | 77       | 54    | 0,70     | 15          | 0,19     | 69                  | 0,89     |
| Copas internacionales | 76       | 54    | 0,71     | 11          | 0,14     | 65                  | 0,85     |
| Selección adulta      | 70       | 55    | 0,78     | 12          | 0,17     | 67                  | 0,95     |
| Selección olímpica    | 11       | 15    | 1,36     | 3           | 0,27     | 18                  | 1,64     |
| Selección sub-20      | 11       | 11    | 1,00     | 3           | 0,27     | 14                  | 1,27     |
| Total                 | 995      | 772   | 0,77     | 163         | 0,17     | 931                 | 0,93     |

### Tripletes
Actualizado a fin de carrera deportiva.
| 1  | 3 de mayo de 1985        | São Januário, Río de Janeiro   | Brasil Sub-20 - Guatemala Sub-20  |  | 6 - 0 | Amistoso                             |
| 2  | 25 de agosto de 1985     | São Januário, Río de Janeiro   | Vasco da Gama - Portuguesa        |  | 5 - 2 | Campeonato Carioca 1985              |
| 3  | 31 de octubre de 1985    | São Januário, Río de Janeiro   | Vasco da Gama - Volta Redonda     |  | 7 - 1 | Campeonato Carioca 1985              |
| 4  | 2 de marzo de 1986       | São Januário, Río de Janeiro   | Vasco da Gama - Portuguesa        |  | 7 - 1 | Campeonato Carioca 1986              |
| 5  | 13 de septiembre de 1987 | Arena Fonte Nova, Salvador     | EC Bahía - Vasco da Gama          |  | 0 - 3 | Campeonato Brasileño 1987            |
| 6  | 11 de noviembre de 1987  | São Januário, Río de Janeiro   | Vasco da Gama - Corinthians       |  | 4 - 1 | Campeonato Brasileño 1987            |
| 7  | 28 de febrero de 1988    | Eduardo Guinle, Nova Friburgo  | Friburguense - Vasco da Gama      |  | 0 - 3 | Campeonato Carioca 1988              |
| 8  | 28 de marzo de 1988      | Maracaná, Río de Janeiro       | Vasco da Gama - Botafogo          |  | 4 - 3 | Campeonato Carioca 1988              |
| 9  | 20 de septiembre de 1988 | Dongdaemun, Seúl               | Brasil Sub-23 - Australia Sub-23  |  | 3 - 0 | Juegos Olímpicos 1988                |
| 10 | 12 de noviembre de 1988  | Philips Stadion, Eindhoven     | PSV - RKC Waalwijk                |  | 5 - 2 | Eredivisie 1988-89                   |
| 11 | 25 de marzo de 1989      | Oosterenkstadion, Zwolle       | PEC Zwolle - PSV                  |  | 0 - 5 | Eredivisie 1988-89                   |
| 12 | 15 de abril de 1989      | Philips Stadion, Eindhoven     | PSV - Roda JC                     |  | 4 - 2 | Eredivisie 1988-89                   |
| 13 | 14 de octubre de 1989    | Philips Stadion, Eindhoven     | PSV - MVV Maastricht              |  | 8 - 1 | Eredivisie 1989-90                   |
| 14 | 1 de noviembre de 1989   | Philips Stadion, Eindhoven     | PSV - Steaua Bucarest             |  | 5 - 1 | Copa de Campeones de Europa 1989-90  |
| 15 | 19 de noviembre de 1989  | Galgenwaard, Utrecht           | FC Utrecht - PSV                  |  | 1 - 7 | Eredivisie 1989-90                   |
| 16 | 16 de diciembre de 1989  | Philips Stadion, Eindhoven     | PSV - HFC Haarlem                 |  | 4 - 0 | Eredivisie 1989-90                   |
| 17 | 23 de enero de 1991      | Philips Stadion, Eindhoven     | PSV - FC Wageningen               |  | 8 - 1 | Copa de los Países Bajos 1990-91     |
| 18 | 3 de marzo de 1991       | Philips Stadion, Eindhoven     | PSV - Feyenoord                   |  | 6 - 0 | Eredivisie 1990-91                   |
| 19 | 9 de mayo de 1991        | De Geusselt, Maastricht        | MVV Maastricht - PSV              |  | 3 - 3 | Eredivisie 1990-91                   |
| 20 | 26 de septiembre de 1992 | De Geusselt, Maastricht        | MVV Maastricht - PSV              |  | 1 - 5 | Eredivisie 1992-93                   |
| 21 | 28 de octubre de 1992    | Kras Stadion, Volendam         | FC Volendam - PSV                 |  | 2 - 4 | Copa de los Países Bajos 1992-93     |
| 22 | 4 de noviembre de 1992   | Philips Stadion, Eindhoven     | PSV - AEK Atenas FC               |  | 3 - 0 | Liga de Campeones de la UEFA 1992-93 |
| 23 | 3 de abril de 1993       | Philips Stadion, Eindhoven     | PSV - FC Twente                   |  | 6 - 2 | Eredivisie 1992-93                   |
| 24 | 5 de septiembre de 1993  | Camp Nou, Barcelona            | FC Barcelona - Real Sociedad      |  | 3 - 0 | Primera División de España 1993-94   |
| 25 | 30 de octubre de 1993    | Vicente Calderón, Madrid       | Atlético de Madrid - FC Barcelona |  | 4 - 3 | Primera División de España 1993-94   |
| 26 | 8 de enero de 1994       | Camp Nou, Barcelona            | FC Barcelona - Real Madrid CF     |  | 5 - 0 | Primera División de España 1993-94   |
| 27 | 19 de febrero de 1994    | Camp Nou, Barcelona            | FC Barcelona - CA Osasuna         |  | 8 - 1 | Primera División de España 1993-94   |
| 28 | 12 de marzo de 1994      | Camp Nou, Barcelona            | FC Barcelona - Atlético de Madrid |  | 5 - 3 | Primera División de España 1993-94   |
| 29 | 8 de junio de 1994       | Qualcomm, San Diego            | Brasil - Honduras                 |  | 8 - 2 | Amistoso                             |
| 30 | 23 de marzo de 1995      | Maracaná, Río de Janeiro       | Flamengo - Botafogo               |  | 3 - 2 | Campeonato Carioca 1995              |
| 31 | 26 de marzo de 1995      | Gávea, Río de Janeiro          | Flamengo - Entrerriense           |  | 6 - 0 | Campeonato Carioca 1995              |
| 32 | 31 de marzo de 1996      | Rua Bariri, Río de Janeiro     | Olaria - Flamengo                 |  | 2 - 6 | Campeonato Carioca 1996              |
| 33 | 28 de abril de 1996      | Gávea, Río de Janeiro          | Flamengo - America FC             |  | 4 - 1 | Campeonato Carioca 1996              |
| 34 | 30 de mayo de 1996       | Gávea, Río de Janeiro          | Flamengo - Olaria                 |  | 4 - 1 | Campeonato Carioca 1996              |
| 35 | 13 de febrero de 1997    | Gávea, Río de Janeiro          | Flamengo - Volta Redonda          |  | 5 - 1 | Campeonato Carioca 1997              |
| 36 | 30 de abril de 1997      | Miami Orange Bowl, Miami       | Brasil - México                   |  | 4 - 0 | Amistoso                             |
| 37 | 16 de julio de 1997      | Serra Dourada, Goiânia         | Goiás - Flamengo                  |  | 1 - 4 | Campeonato Brasileño 1997            |
| 38 | 21 de diciembre de 1997  | Rey Fahd, Riad                 | Brasil - Australia                |  | 6 - 0 | Copa FIFA Confederaciones 1997       |
| 39 | 9 de abril de 1998       | Maracaná, Río de Janeiro       | Flamengo - Vitória                |  | 5 - 2 | Copa de Brasil 1998                  |
| 40 | 3 de mayo de 1998        | C. Galvão, Río de Janeiro      | Madureira - Flamengo              |  | 2 - 3 | Campeonato Carioca 1998              |
| 41 | 18 de octubre de 1998    | Manoel Barradas, Salvador      | Vitória - Flamengo                |  | 1 - 4 | Campeonato Brasileño 1998            |
| 42 | 20 de marzo de 1999      | Maracaná, Río de Janeiro       | Flamengo - Itaperuna              |  | 3 - 0 | Campeonato Carioca 1999              |
| 43 | 1 de abril de 1999       | Maracaná, Río de Janeiro       | Flamengo - Friburguense           |  | 3 - 1 | Campeonato Carioca 1999              |
| 44 | 9 de mayo de 1999        | Jair S. Bittencourt, Itaperuna | Itaperuna - Flamengo              |  | 0 - 4 | Campeonato Carioca 1999              |
| 45 | 7 de octubre de 1999     | Maracaná, Río de Janeiro       | Flamengo - Universidad de Chile   |  | 7 - 0 | Copa Mercosur 1999                   |
| 46 | 25 de marzo de 2000      | São Januário, Río de Janeiro   | Vasco da Gama - Americano         |  | 6 - 0 | Campeonato Carioca 2000              |
| 47 | 29 de marzo de 2000      | São Januário, Río de Janeiro   | Vasco da Gama - Olaria            |  | 4 - 1 | Campeonato Carioca 2000              |
| 48 | 23 de abril de 2000      | Maracaná, Río de Janeiro       | Vasco da Gama - Flamengo          |  | 5 - 1 | Campeonato Carioca 2000              |
| 49 | 3 de septiembre de 2000  | Maracaná, Río de Janeiro       | Brasil - Bolivia                  |  | 5 - 0 | Clasificatorias Sudamericanas 2002   |
| 50 | 8 de octubre de 2000     | José E. Romero, Maracaibo      | Venezuela - Brasil                |  | 0 - 6 | Clasificatorias Sudamericanas 2002   |
| 51 | 20 de diciembre de 2000  | Palestra Itália, São Paulo     | Palmeiras - Vasco da Gama         |  | 3 - 4 | Copa Mercosur 2000                   |
| 52 | 5 de mayo de 2001        | Maracaná, Río de Janeiro       | América FC - Vasco da Gama        |  | 0 - 5 | Campeonato Carioca 2001              |
| 53 | 5 de agosto de 2001      | São Januário, Río de Janeiro   | Vasco da Gama - Guarani           |  | 7 - 1 | Campeonato Brasileño 2001            |
| 54 | 3 de octubre de 2001     | São Januário, Río de Janeiro   | Vasco da Gama - Cruzeiro          |  | 3 - 0 | Campeonato Brasileño 2001            |
| 55 | 6 de octubre de 2001     | São Januário, Río de Janeiro   | Vasco da Gama - Flamengo          |  | 5 - 1 | Campeonato Brasileño 2001            |
| 56 | 25 de noviembre de 2001  | São Januário, Río de Janeiro   | Vasco da Gama - São Paulo         |  | 7 - 1 | Campeonato Brasileño 2001            |
| 57 | 24 de abril de 2002      | São Januário, Río de Janeiro   | Vasco da Gama - Entrerriense      |  | 6 - 1 | Campeonato Carioca 2002              |
| 58 | 23 de febrero de 2003    | Maracaná, Río de Janeiro       | Fluminense - Botafogo             |  | 5 - 0 | Campeonato Carioca 2003              |
| 59 | 22 de junio de 2003      | Maracaná, Río de Janeiro       | Fluminense - Guarani              |  | 5 - 2 | Campeonato Brasileño 2003            |
| 60 | 22 de enero de 2006      | Maracaná, Río de Janeiro       | Botafogo - Vasco da Gama          |  | 5 - 3 | Campeonato Carioca 2006              |
| 61 | 22 de febrero de 2006    | São Januário, Río de Janeiro   | Vasco da Gama - Botafogo          |  | 7 - 0 | Copa de Brasil 2006                  |
| 62 | 18 de junio de 2006      | Tropical Park, Miami           | Miami FC - Seattle Sounders       |  | 5 - 3 | USL First Division 2006              |
| 63 | 27 de agosto de 2006     | Tropical Park, Miami           | Miami FC - Atlanta Silverbacks    |  | 7 - 1 | USL First Division 2006              |
| 64 | 11 de febrero de 2007    | São Januário, Río de Janeiro   | Vasco da Gama - Volta Redonda     |  | 6 - 1 | Campeonato Carioca 2007              |
| 65 | 11 de marzo de 2007      | São Januário, Río de Janeiro   | Vasco da Gama - Madureira         |  | 4 - 1 | Campeonato Carioca 2007              |
| 66 | 17 de marzo de 2007      | R. de Mendonça, Saquarema      | Boavista - Vasco da Gama          |  | 2 - 6 | Campeonato Carioca 2007              |

## Palmarés

### Títulos regionales
| Título                      | Club                  | Lugar          | Año  |
| --------------------------- | --------------------- | -------------- | ---- |
| Taça Guanabara              | Vasco da Gama         | Río de Janeiro | 1986 |
| Taça Guanabara              | Vasco da Gama         | Río de Janeiro | 1987 |
| Campeonato Carioca          | Vasco da Gama         | Río de Janeiro | 1987 |
| Taça Río                    | Vasco da Gama         | Río de Janeiro | 1988 |
| Campeonato Carioca          | Vasco da Gama         | Río de Janeiro | 1988 |
| Taça Guanabara              | Flamengo              | Río de Janeiro | 1995 |
| Taça Guanabara              | Flamengo              | Río de Janeiro | 1996 |
| Taça Río                    | Flamengo              | Río de Janeiro | 1996 |
| Campeonato Carioca          | Flamengo              | Río de Janeiro | 1996 |
| Taça Guanabara              | Flamengo              | Río de Janeiro | 1999 |
| Campeonato Carioca          | Flamengo              | Río de Janeiro | 1999 |
| Taça Guanabara              | Vasco da Gama         | Río de Janeiro | 2000 |
| Taça Río                    | Vasco da Gama         | Río de Janeiro | 2001 |
| Campeonato Carioca Serie A2 | America Football Club | Río de Janeiro | 2009 |

### Títulos nacionales
| Título                        | Club          | País         | Año     |
| ----------------------------- | ------------- | ------------ | ------- |
| Eredivisie                    | PSV Eindhoven | Países Bajos | 1988-89 |
| Copa de los Países Bajos      | PSV Eindhoven | Países Bajos | 1988-89 |
| Copa de los Países Bajos      | PSV Eindhoven | Países Bajos | 1989-90 |
| Eredivisie                    | PSV Eindhoven | Países Bajos | 1990-91 |
| Eredivisie                    | PSV Eindhoven | Países Bajos | 1991-92 |
| Supercopa de los Países Bajos | PSV Eindhoven | Países Bajos | 1992    |
| Primera División de España    | Barcelona     | España       | 1993-94 |
| Campeonato Brasileño          | Vasco da Gama | Brasil       | 2000    |

### Títulos internacionales
| Título                    | Club (*)                   | Lugar          | Año  |
| ------------------------- | -------------------------- | -------------- | ---- |
| Sudamericano Sub-20       | Selección de Brasil sub-20 | Asunción       | 1985 |
| Juegos Olímpicos          | Selección de Brasil sub-23 | Seúl           | 1988 |
| Copa América              | Selección de Brasil        | Río de Janeiro | 1989 |
| Copa Mundial de Fútbol    | Selección de Brasil        | Pasadena       | 1994 |
| Copa América              | Selección de Brasil        | La Paz         | 1997 |
| Copa FIFA Confederaciones | Selección de Brasil        | Riad           | 1997 |
| Copa Mercosur             | Flamengo                   | São Paulo      | 1999 |
| Copa Mercosur             | Vasco da Gama              | São Paulo      | 2000 |

(*) Incluyendo la selección.

### Distinciones individuales
| Distinción                                                   | Año  |
| ------------------------------------------------------------ | ---- |
| Máximo goleador del Campeonato Carioca                       | 1986 |
| Máximo goleador del Campeonato Carioca                       | 1987 |
| Máximo goleador de los Juegos Olímpicos                      | 1988 |
| Máximo goleador de la Eredivisie (19 goles)                  | 1989 |
| Futbolista del año de la Eredivisie                          | 1989 |
| Máximo goleador de la Copa de Campeones de Europa (6 goles)  | 1990 |
| Máximo goleador de la Eredivisie (23 goles)                  | 1990 |
| Máximo goleador de la Eredivisie (25 goles)                  | 1991 |
| Máximo goleador de la Liga de Campeones de la UEFA (7 goles) | 1993 |
| Mejor jugador extranjero de la Primera División de España    | 1994 |
| Trofeo Pichichi (30 goles)                                   | 1994 |
| FIFA World Player                                            | 1994 |
| Once de Oro                                                  | 1994 |
| Balón de Oro en la Copa Mundial de la FIFA                   | 1994 |
| Máximo goleador del Campeonato Carioca                       | 1996 |
| Máximo goleador del Campeonato Carioca                       | 1997 |
| Máximo goleador de la Copa Confederaciones (7 goles)         | 1997 |
| Máximo goleador del Campeonato Carioca                       | 1998 |
| Máximo goleador del Campeonato Carioca                       | 1999 |
| Máximo goleador de la Copa Mercosur (8 goles)                | 1999 |
| Máximo goleador de la Copa Mercosur (11 goles)               | 2000 |
| Máximo goleador del Campeonato Carioca                       | 2000 |
| Máximo goleador del Campeonato Brasileño (20 goles)          | 2000 |
| Futbolista del año en Sudamérica                             | 2000 |
| Balón de Bronce en la Copa Mundial de Clubes                 | 2000 |
| Máximo goleador del Campeonato Brasileño (21 goles)          | 2001 |
| FIFA 100                                                     | 2004 |
| Máximo goleador del Campeonato Brasileño (22 goles)          | 2005 |

## Los 1002 goles de Romário
Existe cierta polémica mediática respecto a los mil dos goles que Romário anunció haber convertido en su carrera.
En los estudios de IFFHS, que toma en cuenta solo los partidos jugados en torneos oficiales de primera división, hasta enero de 2007, anotó 489 goles en 612 partidos, ocupando el 4.º lugar en la historia del fútbol mundial y el 2.º en América. A nivel de selección, la FIFA le reconoce 55 goles en 70 partidos oficiales, 16 goles menos de los que señala Romário, que incluye tanto los goles en la categoría sub-23 como los amistosos ante clubes de fútbol con la Verdeamarilla, y la FIFA solo reconoce como válidos los partidos entre selecciones nacionales de categoría absoluta así sean oficiales o amistosos. Romário también considera como válidos los goles anotados por él en las definiciones por penales.
Atendiendo a la contabilidad de Romário, que incluye los goles marcados tanto en los partidos amistosos como en los de categorías inferiores (juvenil e infantil), máster y hasta en los partidos benéficos entre amigos, a continuación se muestra el resumen:
| Equipo                    | Goles | Partidos | Promedio |
| ------------------------- | ----- | -------- | -------- |
| Vasco da Gama             | 326   | 410      | 0.79     |
| PSV Eindhoven             | 165   | 167      | 0,99     |
| F. C. Barcelona           | 53    | 84       | 0,63     |
| Flamengo                  | 204   | 240      | 0,85     |
| Valencia CF               | 14    | 21       | 0,67     |
| Fluminense                | 48    | 77       | 0,62     |
| Al Sadd SC                | 0     | 3        | 0        |
| Miami FC                  | 22    | 29       | 0,76     |
| Adelaide United           | 1     | 4        | 0,25     |
| Selección brasileña       | 56    | 74       | 0,76     |
| Equipo Olímpico de Brasil | 15    | 11       | 1,36     |
| Categorías menores        | 77    | 127      | 0.61     |
| Béneficos, máster y otros | 21    | 13       | 1,62     |
| Total                     | 1002  | 1260     | 0,79     |

## Carrera política

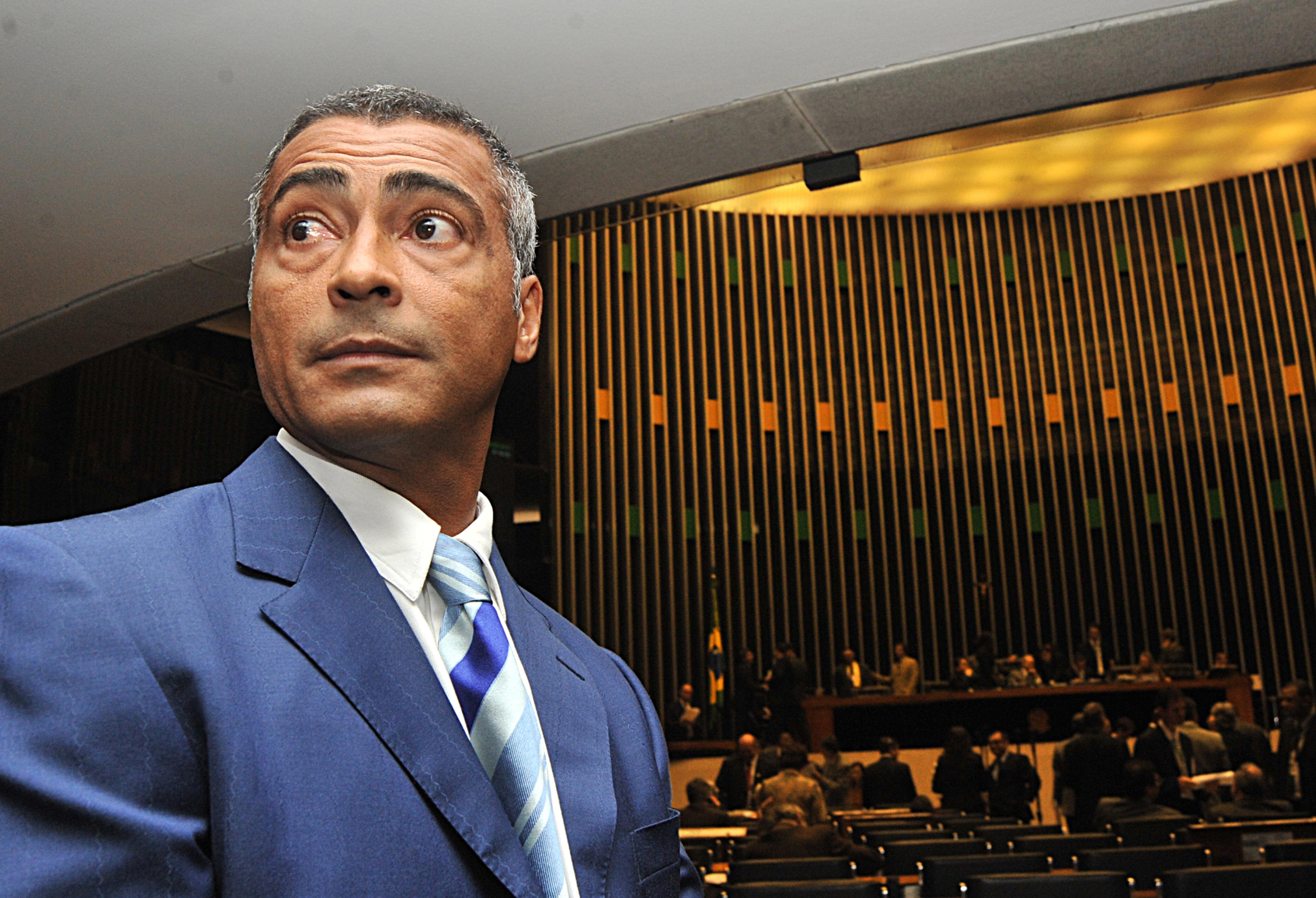
Romário en la Cámara de Diputados de Brasil el 6 de mayo de 2010.

En las elecciones generales de 2010, Romário fue elegido miembro de la Cámara de Diputados por el Partido Socialista Brasileño. Fue el sexto candidato más votado como diputado en Río de Janeiro.
Romário impulsó su agenda política contra la organización de la Copa Mundial de la FIFA Brasil 2014, denunciando el evento como inmerso en corrupción y lavado de dinero. También expresó su desacuerdo con Ricardo Teixeira, Jérôme Valcke y Joseph Blatter. Es una de las diversas figuras que afirmaron que la celebración de la Copa Mundial de la FIFA de 2018 fue "robada" a Inglaterra y vendida a Rusia como parte del escándalo de 2011 que involucró a la FIFA.
El 19 de febrero de 2014, Romário anunció que se postularía para Senador en las elecciones generales de 2014, y la decisión fue confirmada oficialmente en junio. El 5 de octubre, Romario fue elegido para Senador con el mayor número de votos recibido jamás por un candidato que representara al estado de Río de Janeiro.
En junio de 2017, Romário dejó el PSB y se unió a Podemos, convirtiéndose en presidente del partido en el Estado de Río de Janeiro. En marzo de 2018, Romário anunció su candidatura a gobernador de Río de Janeiro en las elecciones generales brasileñas como candidato del partido centrista Podemos. Romário quedó en cuarto lugar, con el 8,6% de los votos válidos.
En abril de 2021, Romário volvió a cambiar de partido, al Partido Liberal. En octubre, apoyó públicamente al presidente de Brasil, Jair Bolsonaro, y criticó a la administración anterior de Luiz Inácio Lula da Silva.

## Récords
- Es el jugador que más veces ha sido máximo goleador en primera división en la historia del fútbol mundial (catorce veces).[38]
- Era el jugador que más tripletas había conseguido en una misma temporada en la liga española de fútbol profesional (en 5 ocasiones); antes de Cristiano Ronaldo que consiguió 6 en la temporada 2010-2011.
- Es el máximo goleador histórico de la Copa Mercosur con veinticuatro goles (doce con Flamengo y doce con Vasco da Gama).

| Predecesor: Roberto Baggio | Jugador Mundial de la FIFA 1994                   | Sucesor: George Weah                                         |
| Predecesor: Javier Saviola | Anexo:Futbolista del año en Sudamérica 2000       | Sucesor: Juan Román Riquelme                                 |
| Predecesor: -              | Máximo goleador de la Copa Mundial de Clubes 2000 | Sucesores: Peter Crouch Amoroso Álvaro Saborío Mohammed Noor |